# Teleśnica Sanna
Teleśnica Sanna (lub Telesznica Sanna) – wieś w Polsce położona w województwie podkarpackim, w powiecie bieszczadzkim, w gminie Ustrzyki Dolne. Teleśnica Sanna formalnie powstała w latach dziewięćdziesiątych XX wieku i ma status wsi.  Przed rokiem 1530 istniała wieś o tej samej nazwie w odległości ok 600 m od obecnego położenia.
W połowie XIX wieku właścicielami posiadłości tabularnej Teleśnica Sanna byli Józef Niesiołowski i spadkobiercy Trzecieskiego. Do roku 1939 we wsi znajdował się dwór, którego właścicielami byli Emil Roiński i Jan Rutkowski,
Między 1945 a 1951 ówczesna Teleśnica Sanna była wsią w obrębie ZSRR. Bezpośrednio przed zmianą przebiegu granic państw, w 1951 roku, mieszkańców Teleśnicy Sannej wysiedlono, a w momencie zmiany granic wieś przestała istnieć. W 1952 w zabudowaniach nieistniejącej radzieckiej wsi Teleśnica Sanna utworzono Państwowe Gospodarstwo Rolne. Zostało ono zlikwidowane w latach 60. XX wieku wraz z przygotowywaniem terenu pod zalanie przez wody Sanu. Do momentu zalania przetrwała część zabudowy wioski, dawne baraki dla pracowników PGR i budynek dawnej szkoły, natomiast bezpośrednio przed zalaniem rozebrano murowaną cerkiew teleśnicką. Pozostałości po wsi Teleśnica Sanna zostały całkowicie zalane w wyniku uruchomienia zapory na Sanie, wraz z częściami tej miejscowości i sąsiednimi gromadami jak Łęg (w rejonie obecnej Zatoki Łęg na Jeziorze Solińskim), Polana i Zadział.
Z ówczesnej Teleśnicy Sannej pochodziła Aleksandra Niesiołowska, uczestniczka powstania styczniowego z lat 1863–1864, córka właściciela wsi Teleśnica i Sokole Anzelma Niesiołowskiego. We wsi mieszkał również syn Jana Rutkowskiego, Kazimierz Rutkowski, artysta malarz i legionista, założyciel grupy artystycznej „Zwornik”.
W latach 80. XX wieku na półwyspie zwanym potocznie „Półwyspem Brossa” zamieszkał Krzysztof Bross. Półwysep ten był wzgórzem, u stóp którego leżała dawna Teleśnica Sanna, i na którym znajdował się przysiółek gdzie  wypasano bydło. Zasiedlenie tego miejsca przez jedną rodzinę stało się przyczynkiem do utworzenia wsi Teleśnica Sanna.